# 向上高等学校
向上高等学校（こうじょうこうとうがっこう）は、神奈川県伊勢原市見附島に所在する私立高等学校。

## 概要
学校行事が多彩。兄弟校として自修館中等教育学校が隣接しているが、交流はほとんどなく、向上高校のアミークス(学食)、自修館中等教育学校のカフェテリア欅を共同利用するにとどまっている。
国際教育にも力を入れており、姉妹校を海外3ヶ国に計6校持つ。アメリカへの短期留学を行っているほか、毎年アメリカと韓国の姉妹校から留学生が来校し生徒宅にホームステイをする。
全国で初めてブレザースタイルの制服を導入し、当時新聞等で取り上げられた。
尚、2010年4月以降から創立100周年を迎えることを記念して、初期のブレザーを改変し、新しいブレザーを導入した。
2010年度に向上学園創立100周年を記念して100周年の催しを行う。向上高等学校なおき会と兄弟校の自修館中等教育学校生徒会と100周年を記念して合同で企画を行い、航空写真の撮影と爪楊枝アートの制作が行われた。
2015年度から生徒用に大地震対応マニュアルが配布されている。

## 沿革

### 自修学会
向上学園の前身の自修学会は、神奈川県下曽我村（現、小田原市）に大井龍兆が私財を投じて設立したものである。関東大震災で校舎が壊れ、大井も子息を失うが、地元村民が力を合わせ、学校を再建した。昭和23年、湘北高等学校に変更。
昭和30年代の終わり、当時経営難に陥っていた湘北高等学校が、同じ曹洞宗の大学に救済を求めたが、不採算性があまりにも高く断られた。そして、同大学に奉職していた宮崎道世が、個人で私財を投げ打ち、学校を引き継ぐことになった。
経営引継ぎ後、校名や法人名を変更し、後述する制服革命〈ブレザーの採用・授業服〉や克己日などの当時としてはユニークな教育方針を行い、また副校長人事に猪熊功（柔道オリンピック代表）を起用するなど、世間の注目を集めた。
現在の「向上」という校名は、当時、下曽我にあった湘北高校の半ば荒れ果てた校舎を宮崎が見たとき「荒城の月」の歌がとっさに頭に浮かび、そこから這い上がるという意味で命名したという。その後も数十年間ほど学園は幾多の経営難に陥ったが、三浦甲子二（日本教育テレビ報道本部長：現テレビ朝日）が学園の立て直しに尽力し、危機を逃れた。

### 沼目校舎時代
1967年から1984年の総合移転まで使用された沼目校舎は、高校としては通常考えられないほど狭隘な敷地に6階建て（1フロア4教室）の本校舎と、プレハブ建ての教室や運動部の部室、倉庫、さらには併設する幼稚園の園舎までが建ち並んでいた。
運動や集会が可能な場はそれらの建築物に取り囲まれた「中庭」と呼ばれるスペースしかなかった（しかも幼稚園の園庭をも兼ねていた）。
この「中庭」もバレーボールのコート2面程度を取るのがやっとで、野球やサッカー、陸上など、広い場所を必要とする競技は不可能であり、体育の授業でも実施できる科目は限られていた。普通の学校なら当然あるべき体育館もなかったため、昭和50年代に在籍した卒業生の回顧によると、体育の授業の日が雨天であった場合、1階玄関ホールで卓球をやるしかなかったそうである。当時の本校所有のグラウンドでは授業を行うことはあまりなく、行う場合には効率の観点から2時限続けて行っていた。運動部の練習は、主に地元企業等が保有する体育館やグラウンドを借用して行っていた。

### 年表
- 1907年 - 「自修学会」を組織し、瑞雲寺に始まる。
- 1910年 - 設立許可を得て「自修学校」と改称。「自修学校」開校。
- 1941年 - 財団法人「自修学園」設立。
- 1948年 - 「湘北高等学校」（新制）設立認可。
- 1951年 - 学校法人自修学園に組織変更認可。
- 1965年 - 「向上中学校」「向上高等学校」に校名変更。全国で初めてブレザースタイルの制服を導入。
- 1966年 - 法人名「自修学園」から「向上学園」に変更。
- 1967年 - 小田原市より伊勢原市沼目仮校舎に移転。
- 1968年 - 伊勢原市下粕屋上の台（現・東海大学伊勢原キャンパス）に移転。[注釈 1]
- 1971年 - 伊勢原市沼目仮校舎に再び移転。
- 1973年 - 沼目校舎（鉄筋コンクリート6階建）を新築。
- 1984年 - 見附島新校舎に総合移転。
- 1987年 - 校章を現在の「K」マークに変更。
- 1998年 - 自修館中学校（後の自修館中等教育学校）併設。
- 2002年 - 体育コース募集停止。
- 2005年 - 食堂改築。
- 2006年 - 完全2学期制実施
- 2007年 - 選抜クラスを選抜コースと改め、選抜・特進・文理の3コース制に変更。
- 2010年 - 7月22日、創立100周年を迎える。これを記念し、これまでの制服からデザインを一新。
- 2010年 - 創立100周年を記念してスタディーセンターがオープン。
- 2011年 - 全職員数が100名を超える。
- 2018年 - この年度の新入生よりバックパックを導入、及び体操服等のデザインを刷新。特進コース新入生にiPad導入。
- 2020年 - 向上令和グラウンド完成。この年度より新入生全員にiPad導入。
- 2024年 - 文理・選抜・特進・S特進の4コース制に変更。

## 校訓
- 明浄直
  - 「明」…影の無い明るい心
  - 「浄」…けがれのない清らかな心
  - 「直」…素直で正直な、まっすぐな心　…「直」は生徒会の『なおき会』の名前にも使われている。

## 校是
- 自学・自修・実践
  - この校是は、校歌の歌詞にもなっている。

## 校歌
- 作詞　田代信司
- 作曲　田代信司
- 補作　宮崎道世

## 設置学科
普通科
- Ｓ特進コース（STコース、2024年４月スタート）
- 特進コース　(Tコース)
  - 文系クラス（2年生から）
  - 理系クラス（2年生から）
- 選抜コース　(Sコース)
  - 文系クラス（2年生から）
  - 理系クラス（2年生から）
- 文理コース　(Bコース)
  - 文系クラス（2年生から）
  - 理系クラス（2年生から。ただ人数によっては文系もいる混合クラスになる事がある）

## 行事
4月
- 入学式
- 始業式
- なおき総会

5月
- 米国短期留学生来校
- 前期中間考査

6月
- 大学進学相談会
- スポーツフェスティバル

7月
- 前期期末考査
- 前期終業式
- 夏季長期休暇(7月下旬から)
- 夏期講習Ⅰ(特進･選抜、文理は希望者のみ)
- 硬式野球部全校応援（夏季大会県予選準々決勝より）

8月
- 夏期長期休暇(8月末まで)
- 夏期講習Ⅱ（特進･選抜、文理は希望者のみ）
- 夏季クラブ合宿
- 勉強合宿（特進1・2年、Ｓ特進）

9月
- 後期始業式
- こゆるぎ祭(文化祭)
- 全校献血(3年)
- 生徒会本部役員選挙

10月
- 8日　創立記念日
- 心の旅（1年次は信州や東北、飛騨など日本国内旅行を2泊3日）（2年次は韓国、ベトナム、カンボジアより選択）
- なおき総会
- 後期中間考査①

11月
- 学校説明会
- 芸術鑑賞

12月
- 卒業試験（3年）
- 後期中間考査②
- 冬期講習
- チャリティー・コンサート

1月
- 入学試験（推薦）
- 卒業試験欠点者補講（3学年の対象者のみ）

2月
- 入学試験（一般）

3月
- 後期期末考査(１・2年)
- 卒業式
- 米国短期留学(希望者のみ)
- 新入生登校日
- 春期講習（特進・選抜、文理は希望者のみ）

上記に加え
毎学期行う行事
- 勤労日(毎学期1~2回、大掃除を行う)

毎月行う行事
- 克己日(毎月15日前後に全校生徒で1人ジュース約1本分の献金を行う。年末のチャリティーコンサートの収益金と合わせて県内の社会福祉施設等に義捐金として送っている。各クラスの平均献金額が公開されるためか、献金を不満に思う生徒もいる。)

## 部活動
レスリング部、女子ソフトボール部は毎年、全国大会の常連である。
直近の活躍としては、2009年にレスリング部が奈良県で行われたインターハイ団体戦で地元の強豪大和広陵高校を接戦で破り、歴代最高のベスト8に進出した。
硬式野球部は県内の強豪であり、1974年の夏季県大会では決勝進出を果たしている（ただしこのときの決勝戦では後に日本ハム入りする津末英明 、巨人入りする原辰徳を擁する東海大相模に0-19という記録的大差で敗れている）。また、1984年夏にも再び決勝に進出し、桐蔭学園に延長の末惜敗した。この年のドラフト会議では、エースであった高橋智は阪急ブレーブス、捕手の大塚義樹は南海ホークスに指名され、入団している。
男子バレーボール部は、2011年にはインターハイに出場。2012年は第64回春の高校バレーに出場した。
チアダンス部「Shiny Fellows」は、2024年の2月に米国で開催された「WSPC世界高校チアリーディング選手権」においてGame Day部門で1位、さらに大会総合優勝を果たした。
近年、生物部によるタイワンシジミの研究が学会で発表され高い評価を受けた。
新聞委員会は、「文化部のインターハイ」として知られる全国高等学校総合文化祭新聞部門の出場常連。速報誌「TOPICS」と本誌「こゆるぎ」を発行しているが、生徒間の知名度は低く、部活動として認識されていない場合も多い。
強化クラブ
- サッカー部
- 硬式野球部
- 女子ソフトボール部
- バレーボール部男子

運動部
- 剣道部
- ラグビー部
- ソフトテニス部(男女)
- バレーボール部(女子)
- 駅伝部
- ハンドボール部(男女)
- 水泳部
- 男子ソフトボール部
- 卓球部
- 硬式テニス部
- 男女バスケットボール部
- レスリング部
- バドミントン部(男女)
- チアダンス部
- 軟式野球部
- 陸上部

文化部
- 囲碁将棋部
- 英語研究部
- 音楽部
- 写真部
- 情報研究部
- 書道部
- 吹奏楽部
- 生物部
- 美術部
- 文芸部
- 放送部
- 歴史研究部
- 新聞委員会
- 図書委員会

## 姉妹校
- アメリカ
  - ブライアン・マクマン高校（コネティカット州）
- 韓国
  - 盆唐大眞高校（城南市)
  - 慶州文化高校（慶州市）
  - 扶餘情報高校（扶餘郡）
- ベトナム
  - レイ・ホンフォン高校（ホーチミン市）
  - ベト・ドク高校（ハノイ市）

## 交通
- 小田急線愛甲石田駅より徒歩18分
  - 神奈川中央交通（神奈中バス）愛30「向上学園入口」から徒歩4分
- JR東海道線平塚駅よりスクールバス 30分

## 著名な出身者

### 野球
- 河村和茂 - 1968年度卒
- 瓜生秀文 - 1969年度卒
- 中川明仁 - 1981年度卒
- 大塚義樹 - 1984年度卒
- 高橋智 - 1984年度卒
- 鶴見信彦 - 1984年度卒
- 三橋直樹 - 1998年度卒
- 安斉雄虎 - 2009年度卒
- 鈴木翔天 - 2014年度卒

### サッカー
- 木村哲昌 - 1989年度卒
- 中森大介 - 1992年度卒
- 三本菅崇 - 1996年度卒
- 柴崎貴広 - 2000年度卒
- 竹内彬 - 2001年度卒
- 飯田健巳 - 2003年度卒
- 鈴木雄太 - 2005年度卒
- 清水光 - 2014年度卒

### ラグビー
- 沼田邦光 - 1999年度卒
- 八木鉄兵 - 1999年度卒
- 笹倉康義 - 2001年度卒
- 笹倉康誉 - 2006年度卒

### レスリング
- 笹本睦 - 1995年度卒

### .注釈
1. ↑  1966年に用地買収契約を行い、1967年に着工、1968年に竣工。[1]

### .出典
1. ↑  『双頭の昴〜創立百周年 向上学園〜』学校法人向上学園、2010年。
2. ↑  “新聞委員会”. 向上高等学校. 2024年8月16日閲覧。